# Fale Burensköld
Fale Burensköld, född 4 september  1697 i Västra Husby församling, Östergötlands län, död 18 januari 1733 i Augusta, Italien, var en svensk militär.

## Biografi
Fale Burensköld föddes 1697 på Hylinge i Västra Husby socken. Han var son till landshövdingen Jacob Burensköld i Östergötlands län och Elsa Appelgren. Burensköld blev 21 mars 1712 student vid Uppsala universitet och 1715 vid Lunds universitet. Han blev 2 november 1717 musketerare vid livgardet, 1771 förare vid livgardet, 6 februari 1718 sergeant och 13 oktober 1718 fänrik. Burensköld till t7 januari 1720 tillstånd från kungen att gå i tjänst utomlands. Han fick 13 januari 1720 löjtnants karaktär och blev 13 september 1721 kammarherre. Utomlands blev han major i kejserlig tjänst. Han avled 1733 i Augusta på Sicilien.